# Gérard Klein (Schriftsteller)

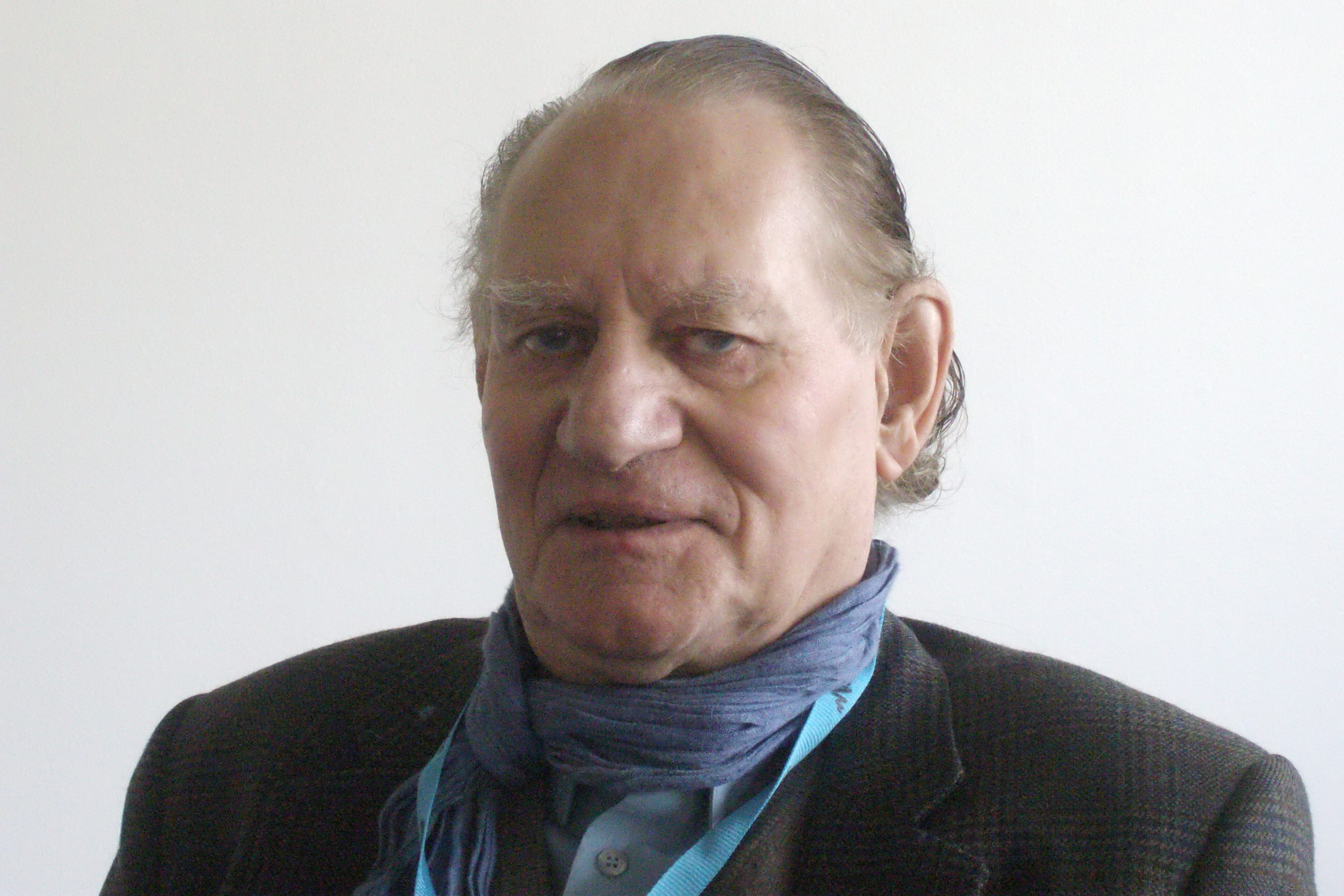
Gérard Klein 2011

Gérard Klein (geboren am 27. Mai 1937 in Neuilly-sur-Seine) ist ein französischer Science-Fiction-Autor und Wirtschaftswissenschaftler. Er ist auch bekannt unter dem Pseudonym Gilles d’Argyre.

## Leben
Klein studierte am Institut d'Études Politiques und am Institut de Psychologie der Universität Paris V, wo er 1959 abschloss. Seit 1963 arbeitete er für die Société d’Études pour le Développement Économique et Social (SEDES).
Seine Laufbahn als SF-Autor begann er bereits 1955 im Alter von 18 Jahren mit der Erzählung Une place au balcon, die in Galaxie, der französischen Ausgabe von Galaxy erschien. Dutzende weiterer Erzählungen sowie eine Reihe von Essays folgten, mit denen er seine Bedeutung und seinen Einfluss als SF-Autor etablierte. Sein erster Roman war der zusammen mit Richard Chomet und Patrice Rondard verfasste, laut SFE wenig bemerkenswerte Embûches dans l’espace, der unter dem Gemeinschaftspseudonym François Pagery erschien. Pagery ist eine Zusammenziehung der Vorname der drei Autoren (Patrice + Gérard + Richard).
Aufgrund eines Kontakts mit dem Verleger Robert Laffont ist Klein seit 1969 Herausgeber der wichtigen französischen SF-Reihe Ailleurs et Demain. Für Le Livre de Poche gab Klein zusammen mit Demètre Ioakimidis und Jacques Goimard in der Reihe La grande anthologie de la Science-Fiction eine Folge von über drei Dutzend SF-Anthologien heraus.
2005 erhielt er für sein Lebenswerk als SF-Kritiker den Pilgrim Award.
Seine Romane und Erzählungen wurden vielfach übersetzt. Vier seiner Romane liegen in deutscher Übersetzung vor, drei davon allerdings im Rahmen von SF-Heftromanreihen. Sein Roman Les seigneurs de la guerre wurde als The Overlords of War von John Brunner ins Englische übersetzt. Klein ist einer der wenigen europäischen SF-Autoren, die in den USA eine gewisse Bekanntheit erlangten.
Der Roman La Ligne Bleue des Mômes stammt vom gleichnamigen Schauspieler Gérard Klein.

## Bibliografie
La Saga d’Argyre (Romanserie, als Gilles d’Argyre)
- 1 Chirurgiens d’une planète (1960, auch als Le rêve des forêts, 1987)
- 2 Les voiliers du soleil (1961)
- 3 Le long voyage (1964)

Romane
- Mort d’une planète (1956, erschien in italienischer Übersetzung unter dem Pseudonym Mark Starr)
- Embûches dans l’espace (1958, mit Richard Chomet und Patrice Rondard, als François Pagery)
- Le gambit des étoiles (1958)
- Agent galactique (1958)
- Le temps n’a pas d’odeur (1963)
  - Deutsch: Zwischen den Zeiten. Pabel-Moewig (Terra Astra #129), 1974.
- Les tueurs de temps (1965)
  - Deutsch als Gerhard Klein: Schachbrett der Sterne. Pabel-Moewig (Terra Astra #298), 1977.
- Le sceptre du hasard (1968)
  - Deutsch als Gilles d’Argyre: Die Herrschaft des Zufalls. Heyne SF&F #3583, 1978, ISBN 3-453-30478-0.
- Les seigneurs de la guerre (1970)
  - Deutsch: Die Herren des Krieges. Pabel (Terra Taschenbuch #330), 1980.

Sammlungen
- Les perles du temps (1958)
- Un chant de pierre (1966)
- La loi du talion (1973)
- Histoires comme si… (1975)
- Le livre d’or de la Science-Fiction: Gérard Klein (1979)
- Mémoire vive, mémoire morte (2007)

Kurzgeschichten
- Une place au balcon (1955)
- Civilisation 2190 (1956)
- Les villes (1956)
  - Deutsch: Die Städte. In: Jörg Weigand (Hrsg.): Die Stimme des Wolfs: Science Fiction-Erzählungen aus Frankreich. Heyne SF&F #3482, 1976, ISBN 3-453-30361-X.
- Point final (1957)
- Le bord du chemin (1957)
- Bruit et silence (1958)
- En vacances (1958)
- Impressions de voyage (1958)
- L’écume du soleil (1958)
- La fête (1958)
- La vieille maison (1958)
- Le grand concert (1958)
- Les abandonnés (1958)
- Les évadés (1958)
- Les hôtes (1958)
- Les prisonniers (1958)
- Les voix de l’espace (1958)
- Tels des miroirs gelés (1958)
- Trois versions d’un événement (1958)
- Démonstration (1958)
- Echangerai corps, bon état… (1958, mit Richard Chomet und Patrice Rondard, als François Pagery)
- Le cavalier au centipède (1958, mit Richard Chomet und Patrice Rondard, als François Pagery)
- Le visiteur (1958)
- Le plénipotentiaire (1958)
- Drame de famille (1958)
- Les recruteurs (1958)
- Le monstre (1958)
  - Deutsch: Das Monster im Park. In: Jürgen vom Scheidt: Das Monster im Park. Nymphenburger, 1970.
- La pluie (1959)
- La vallée des échos (1959)
  - Deutsch: Das Tal der Echos. In: Franz Rottensteiner (Hrsg.): Blick vom anderen Ufer. Suhrkamp (Phantastische Bibliothek #4), 1977, ISBN 3-518-06859-8.
- Mars… à pied (1959, mit Richard Chomet und Patrice Rondard, als François Pagery)
- Le condamné (1959)
- L’observateur (1959)
- Retour aux origines (1960)
- La planète aux sept masques (1960)
  - Deutsch: Der Planet mit den sieben Masken. In: Bernhard Thieme: Der Planet mit den sieben Masken: Utopische Erzählungen aus Frankreich. Neues Leben (Basar), 1979.
- Rencontre (1960)
- Le jeu (1960)
- Cache-cache (1960)
- Les enfers sont les enfers (1960)
- Mode d’emploi (1961)
- Le domaine interdit (1961)
- Lettre à une ombre chère (1961)
- Le dernier moustique de l’été (1962)
- Le vieil homme et l’espace (1962)
- Un chant de pierre (1963)
- Magie noire (1964)
- La tunique de Nessa (1965)
  - Deutsch: Das Gewand der Nessa. In: Wolfgang Jeschke (Hrsg.): Das Gewand der Nessa. Heyne SF&F #4097, 1984, ISBN 3-453-31057-8.
- De la littérature (1966)
- Jonas (1966)
- Le cavalier au centipède (1966)
- Les plus honorables emplois de la terre… (1966)
- Les virus ne parlent pas (1967)
- Discours pour le centième anniversaire de l’Internationale Végétarienne (1968)
- Un gentleman (1968)
- Vous mourrez quand même (1969)
- Ligne de partage (1969)
- Avis aux directeurs de jardins zoologiques (1969)
- La loi du talion (1973)
  - Deutsch: Das Gesetz der Vergeltung. In: Wolfgang Jeschke (Hrsg.): Spinnenmusik. Heyne SF&F #3646, 1979, ISBN 3-453-30559-0.
- Les blousons gris (1973)
- Les créatures (1973)
- Réhabilitation (1973)
  - Deutsch: Wiederaufbau. In: Wolfgang Jeschke (Hrsg.): Science Fiction Story Reader 7. Heyne SF&F #3523, 1977, ISBN 3-453-30389-X.
- Sous les cendres (1973)
- Le témoin (1975)
- ACME ou l’Anti-Crusoé (1975)
- Tout conte fait (1978)
- Mémoire vive, mémoire morte (1986)
- La journée du 24 avril 2049 sera calme (1989, auch als La serre et l’ombrelle)
- Le temps… c’est de l’argent (1997, auch als Spéculons sur l’avenir)
- Pour en finir avec l’an 2000 (1997)
- Dernière idylle (2004)
- La question (2004)
- Le rôle de l’homme (2007)

Sachliteratur
- Science-Fiction et psychanalyse: L’imaginaire social de la S.F. (1986, mit Marcel Thaon, Jacques Goimard, Tobie Nathan und Ednita P. Bernabeu)

Anthologien (als Herausgeber)
Reihe La grande anthologie de la Science-Fiction, mit Demètre Ioakimidis und Jacques Goimard:
- Histoires de robots (1974)
- Histoires d'extraterrestres (1974)
- Histoires de cosmonautes (1974)
- Histoires de mutants (1974)
- Histoires de fins du monde (1974)
- Histoires de machines (1974)
- Histoires de demain (1975)
- Histoires de voyages dans le temps (1975)
- Histoires galactiques (1975)
- Histoires de planètes (1975)
- Histoires de pouvoirs (1975)
- Histoires à rebours (1976)
- Histoires d'envahisseurs (1983)
- Histoires de la fin des temps (1983)
- Histoires de voyages dans l'espace (1983)
- Histoires parapsychiques (1983)
- Histoires divines (1983)
- Histoires écologiques (1983)
- Histoires de survivants (1983)
- Histoires de la quatrième dimension (1983)
- Histoires de médecins (1983)
- Histoires de science-fiction (1984)
- Histoires d'immortels (1984)
- Histoires d'automates (1984)
- Histoires de surhommes (1984)
- Histoires de créatures (1984)
- Histoires de sociétés futures (1984)
- Histoires de mondes étranges (1984)
- Histoires de rebelles (1984)
- Histoires fausses (1984)
- Histoires paradoxales (1984)
- Histoires de mirages (1984)
- Histoires de l'an 2000 (1985)
- Histoires de catastrophes (1985)
- Histoires de guerres futures (1985)
- Histoires mécaniques (1985)
- Histoires de sexe-fiction (1985)

Weitere Anthologien:
- Le grandiose avenir (1975, mit Monique Battestini)
- En un autre pays (1976)
- Ce qui vient des profondeurs (1977)